# Mellisuga minima
Colibri-verbena ou beija-flor-verbena (Mellisuga minima) é uma espécie de ave da família Trochilidae (beija-flores).
Pode ser encontrada nos seguintes países: Ilhas Cayman, the República Dominicana, Haiti, Jamaica e Porto Rico.
Os seus habitats naturais são: florestas subtropicais ou tropicais húmidas de baixa altitude e florestas secundárias altamente degradadas.